# Langdon Cheves
Langdon Cheves (pronunciación en inglés: /ˈtʃɪvɪs/; condado de Abbeville, Carolina del Sur; 17 de septiembre de 1776-Columbia, Carolina del Sur; 26 de junio de 1857) fue un político, abogado y empresario estadounidense que se desempeñó como presidente del Segundo Banco de los Estados Unidos entre 1819 y 1823. Durante su mandato, el organismo fue reorganizado por completo, evitando que el pánico de 1819 hiciera colapsar el Banco. Fue miembro del Partido Demócrata-Republicano.
De 1802 a 1804, formó parte de la Cámara de Representantes de Carolina del Sur y fue elegido como fiscal general estatal en 1806. Entre 1810 y 1815, sirvió en la Cámara de Representantes de los Estados Unidos, en representación de Carolina del Sur. Como miembro de la facción war hawk, participó activamente a favor de la guerra de 1812 y se desempeñó simultáneamente como presidente del Comité de Asuntos Navales y el Comité de Medios y Arbitrios. En 1814, asumió como presidente de la Cámara de Representantes tras la renuncia de Henry Clay, quien había sido elegido para mediar la paz con el Reino Unido.
Antes de retirarse de la Cámara en 1815, y tras la renuncia de George W. Campbell, el presidente James Madison le ofreció sin éxito el cargo de secretario del Tesoro. Posterior a su retiro, reanudó la práctica de la abogacía y fue elegido como juez asociado en derecho y apelación en diciembre de 1816, renunciando en 1819 para servir como presidente del Segundo Banco de los Estados Unidos. Antes de asumir dicho cargo, había rechazado un puesto en la Corte Suprema como juez asociado.
Repartió su tiempo residiendo en Washington D. C. y Filadelfia de 1819 a 1826, y en Lancaster, Pensilvania, entre 1826 y 1829, cuando regresó a Carolina del Sur para dedicarse a la plantación de arroz. En marzo de 1850, el entonces gobernador de Carolina del Sur, Whitemarsh Benjamin Seabrook, lo eligió para cubrir la vacante producida en el Senado de los Estados Unidos tras el fallecimiento de John C. Calhoun, aunque rechazó el nombramiento. Participó en la Convención de Nashville de 1850 y en la convención estatal de Carolina del Sur dos años después.

## Primeros años
Nació el 17 de septiembre de 1776 en Bull Town Fort, ubicado en el condado de Abbeville, Carolina del Sur; hijo de Alexander Cheves —nativo de Aberdeenshire, Escocia— y Mary Langdon —quien se mudó desde Virginia a Carolina del Sur junto a su padre, que era granjero y médico—. En medio de un conflicto entre inmigrantes escoceses-irlandeses y los cheroquis, su madre —que estaba embarazada de él— fue resguardada en un refugio. Poco después de su nacimiento, su tía materna abandonó el fuerte en busca de suministros y fue asesinada por las fuerzas enemigas.
Su madre murió el 20 de noviembre de 1779, por lo que fue puesto bajo la tutela de sus tíos paternos: Thomas Cheves y Margaret Agnew, quienes lo criaron junto a cuatro primos más jóvenes. Thomas luchó bajo el mando de Andrew Pickens en la batalla de Kettle Creek —parte de la guerra de Independencia— como patriota. Por otro lado, el padre de Langdon, Alexander, se alistó como lealista bajo el mando del comandante John Hamilton, para luego exiliarse en primer lugar a Nueva Escocia, y más tarde a Londres, aunque no fue «bien recibido» por los tribunales británicos y tampoco fue renumerado por su servicio. Por ende, decidió retornar a América, y cuando regresó —con una segunda esposa, Susannah Craig—, estableció un negocio en Charleston y recuperó la tutela de Langdon. Este siguió recibiendo educación formal entre 1786 y 1788.

## Carrera

### Ámbito empresarial y jurídico

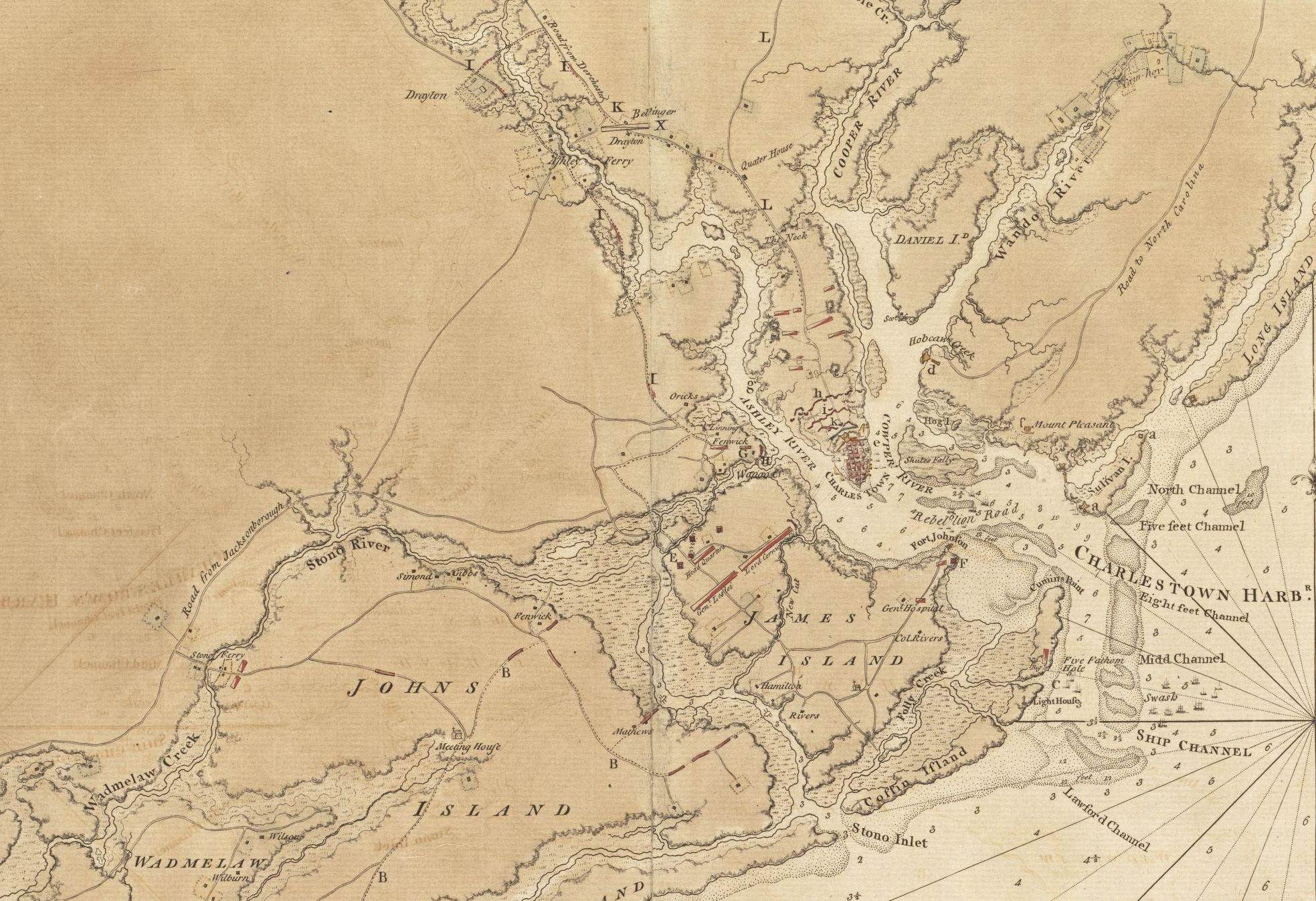
Un mapa de Charleston en la década de 1780, probablemente dibujado por los británicos durante el asedio de Charleston.

A los 12 años, su padre lo apartó de la escuela y lo puso como aprendiz del comerciante James Jaffray. Comenzó realizando tareas domésticas en el taller antes de ser ascendido a sobrecargo, en donde acompañó envíos hacia y desde Edisto. En 1792, a los 16 años, fue ascendido, nuevamente, a secretario jefe. En este puesto, conoció a varios comerciantes de la ciudad, incluido John Potter, de quien Cheves obtuvo un préstamo para el negocio y quien, más tarde, como director del Segundo Banco de los Estados Unidos, aseguró la elección de Langdon como presidente.
Comenzó a estudiar derecho a los 18 años. Sus primeros conocimientos fueron mayormente adquiridos de forma autodidacta a partir de una biblioteca personal, aunque contrató a un tutor de francés y latín más tarde. Después de la muerte de Jaffray el 15 de octubre de 1795, conoció a William Marshall, un abogado asignado a la herencia de Jaffray y futuro juez de la Corte de Equidad de Carolina del Sur, a quien le pidió poder leer derecho en su oficina. A pesar de la ley estatal que requería cuatro años de lectura para graduados no universitarios, se presentó para el examen ante el colegio de abogados el 13 de octubre de 1797 y aprobó. Abrió una oficina en Charleston que alquiló a Elihu H. Bay y compartió con Robert James Turnbull.

### Política estatal
En octubre de 1802, fue elegido para representar a Charleston en la Cámara de Representantes de Carolina del Sur. En ese momento, el Partido Federalista estaba en rápido declive en el estado, incluso en Charleston, donde tenía un voto sólido. No participó activamente en los asuntos de la Cámara, y en cambio se concentró en su carrera legal y se negó a postularse para la reelección en 1804. Dos años después, en 1806, compitió nuevamente por un escaño y recibió más votos que cualquier otro candidato. Al inicio de su nuevo mandato, fue asignado como presidente del Comité Judicial y del Comité de Privilegios y Elecciones. En una sesión especial, participó intensamente en la redistribución de distritos para abordar la representación desproporcionada de blancos en el país bajo de Carolina del Sur.
A raíz del incidente Chesapeake-Leopard, sirvió junto a Charles Cotesworth Pinckney, Thomas Pinckney y William Washington en un comité no partidista que hizo cumplir las resoluciones de Charleston que requerían diez días de luto y prohibieron la asistencia a barcos británicos. De forma anónima y bajo el alias «Arístides», escribió editoriales en apoyo al presidente Thomas Jefferson y la Ley de Embargo de 1807. Respaldó a James Madison en las elecciones de 1808, instó a la elección de representantes pro-Madison y se presentó a la reelección como uno de ellos. Fue elegido por la legislatura para encabezar la boleta y emitir su voto por Madison en el Colegio Electoral. El 7 de diciembre de 1808, fue elegido como fiscal general de Carolina del Sur. En este cargo, asesoró al gobernador John Drayton en asuntos legales, representó personalmente al estado en los tribunales de circuito del este y amplió su práctica privada.

## Escenario federal

### Cámara de Representantes de los Estados Unidos

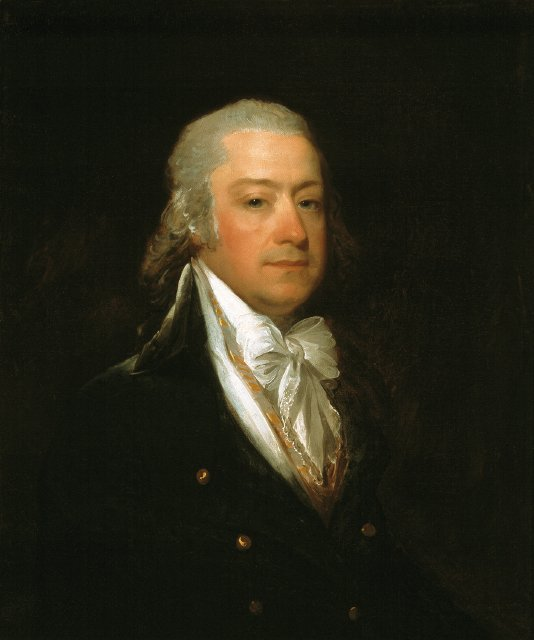
William Loughton Smith, el cuasi rival de Cheves en las elecciones de 1810.

A medida que se prolongó el embargo sobre los productos europeos, Carolina del Sur empezó a padecer un declive económico: los precios del arroz se redujeron a la mitad y el algodón colapsó. Para 1810, los habitantes de Charleston y de todo el estado estaban profundamente descontentos con el 11.º Congreso y el presidente Madison. Junto a E. S. Thomas, de City Gazette, algunos amigos de Thomas Jefferson —incluido Charles Pinckney— apoyaron a William Loughton Smith, un excongresista federalista que se desempeñó como embajador en Portugal para el presidente John Adams, en las elecciones de 1810. Sin embargo, una porción mucho mayor de Charleston se identificó con Cheves, haciendo que los partidarios de Smith se alinearan a ellos tiempo después. La elección se llevó a cabo del 10 al 11 de octubre, pero se vio «eclipsada» por un incendio en la ciudad que destruyó 194 casas. Cheves fue elegido sin oposición. Poco después, el titular Robert Marion renunció anticipadamente, lo que provocó una elección especial para completar su mandato. Cheves se postuló y ganó nuevamente sin oposición con 190 votos, ocupando el escaño a fines del 11.º Congreso.
En 1812, fue reelegido al 13.er Congreso. Su oponente fue el líder de los federalistas de Carolina del Sur, John Rutledge. Cheves fue criticado por su apoyo a la guerra, especialmente a la luz de sus cartas de 1808 en las que él mismo se oponía a la «guerra por el comercio». Los federalistas lo acusaron de «discriminación hacia los inmigrantes», y se mantuvo al margen de la campaña y le escribió a los votantes que reconocía su confianza y los valoraba «más que el dinero». Ganó con 1581 votos, frente a 839.
Inmediatamente después de su llegada a Washington, se enfrentó a la creciente crisis internacional que finalmente resultó en la guerra anglo-estadounidense de 1812. La leva británica de los estadounidenses se había vuelto menos frecuente, pero tanto el Reino Unido como Francia mantenían obstáculos al comercio estadounidense entre sí. La Cámara de Representantes había aprobado recientemente un proyecto de ley del representante Nathaniel Macon como represalia, por lo que Napoleón «relajó» las restricciones francesas. Más tarde, la Cámara debatió la derogación del proyecto: Cheves pronunció su primer discurso en el recinto criticando la propuesta legislativa como «débil» y pidió «[algo] más directo y adecuado». Rápidamente, fue identificado como un «halcón de guerra» (en inglés: war hawk).

#### Sus pasos por los comités
Como presidente del Comité de Asuntos Navales, tuvo un papel clave en la preparación y las asignaciones para la potencial guerra que se venía. Comenzó presentando solicitudes detalladas al secretario de la Armada, Paul Hamilton, y al secretario de Guerra, William Eustis, quienes lo ayudaron a planificar asignaciones para barcos y fortificaciones adicionales. El 17 de diciembre de 1811, presentó dos informes sobre asuntos navales: el primero recomendaba USD 1 000 000 «para la defensa de [la frontera marítima de Estados Unidos]» mediante el reforzamiento de las defensas existentes; el segundo autorizó la compra de madera para barcos, la reparación de todos los barcos que no estaban en uso, el establecimiento de un muelle de reparación nacional y la construcción de diez fragatas adicionales «con un promedio de treinta y ocho cañones».
El 17 de enero de 1812, pronunció un discurso en nombre del comité «defendiendo una Armada revigorizada como la única protección efectiva para el “comercio estadounidense y los derechos neutrales [de Estados Unidos] en el océano”». Este proyecto de ley, al cual se opusieron los jeffersonianos —quienes se oponían a la existencia de una Armada hace bastante—, disponía de secciones que autorizaban la construcción de nuevos barcos y astilleros: medidas que fueron derogadas. Sin embargo, la compra y reparación de madera se aprobaron el . El proyecto de fortificación marítima se aprobó abrumadoramente con 85 votos a favor y 25 en contra, el 4 de febrero.
Como miembro de rango del Comité de Medios y Arbitrios, tuvo otro papel importante más: la probación de asignaciones para financiar la guerra. El secretario del Tesoro, Albert Gallatin, estimó que el conflicto requeriría alrededor de USD 21 000 000 en nuevos ingresos, con aproximadamente la mitad en deuda y la otra recaudada a través de nuevos impuestos. Después de que entró en vigor un nuevo embargo el 1 de abril, la Cámara se negó a entrar en receso. El entonces presidente de Medios y Arbitrios, Ezekiel Bacon, se ausentó el 27 del mismo mes, convirtiendo a Cheves en el presidente interino del comité durante la guerra.
Uno sus principales objetivos en este comité era persuadir a aquellos que «temían» impuestos internos más altos o el efecto comercial restrictivo sobre los aranceles para que se unieran al esfuerzo bélico. Para aligerar la carga fiscal, intentó derogar la Ley de No Intercambio de 1809, con el fin de utilizar los derechos gravados sobre las importaciones, lo que reduciría los impuestos internos. Presentó un proyecto de ley para derogarla el 19 de junio —un día después de que se declarara la guerra—, el cual no fue aprobado.

#### Ruptura con Henry Clay

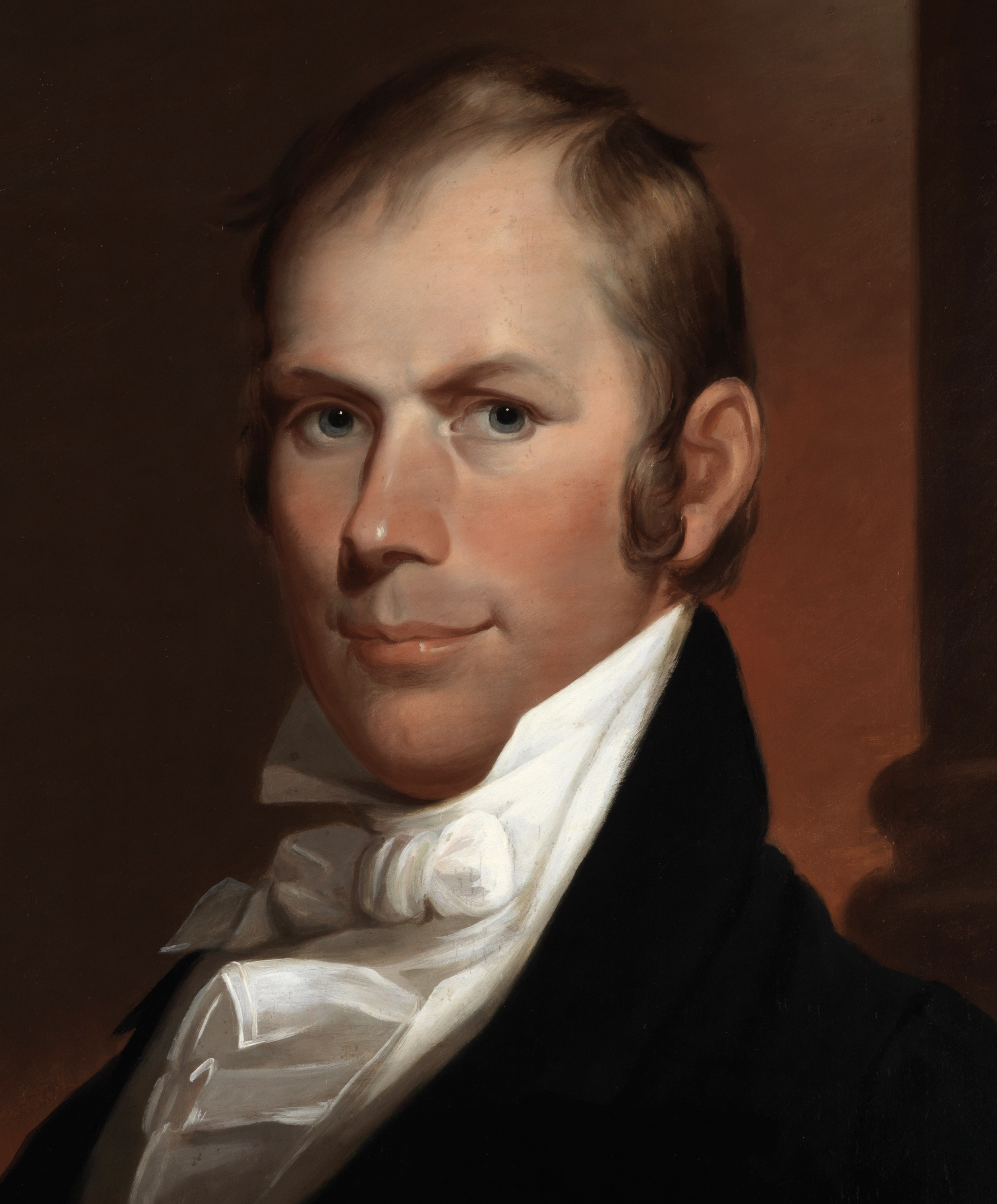
Henry Clay en 1818, obra de Matthew Harris Jouett.

En noviembre de 1812, luego del receso de julio y su reelección para un segundo mandato, regresó a la Cámara para obtener fondos para la guerra. El debate que siguió después dividió el lío de la guerra entre los habitantes de Carolina del Sur, que favorecían el libre comercio y los impuestos internos, así como también al presidente de la Cámara Henry Clay y a Felix Grundy. El problema principal fue la incautación de los bonos de comerciantes: bonos comprados por comerciantes estadounidenses que importaron productos británicos durante una brecha en el embargo. Los comerciantes compraron estos bonos contra sus bienes, que luego se vendieron con una ganancia extremadamente alta debido a la inflación en tiempos de guerra. Cheves se opuso, por lo tanto, a que Albert Gallatin se apoderara de los bonos. Una moción para evitarlo fue propuesta sin éxito en el Comité de Medios y Arbitrios, por lo que invitó a Richard Mentor Johnson para que abogara por la medida en el recinto de la Cámara.
Cheves extendió su crítica al sistema americano de Clay, argumentando que «devastó la economía costera estadounidense al atacar a los británicos». Cuando Clay intentó introducir una medida para preservar el sistema pero eximir los bonos, Cheves se opuso nuevamente. En una última instancia, el informe del Comité de Medios y Arbitrios no fue aprobado en la Cámara tras una votación de 49 votos a favor y 52 en contra, el 11 de diciembre. Después de que Cheves intentara impulsar un aumento de impuestos internos, la Cámara aprobó una emisión de USD 5 000 000 en pagarés del Tesoro y un préstamo de USD 16 000 000, a pedido del secretario Gallatin.
A su llegada a Washington D. C. para la apertura del 13.er Congreso, en marzo de 1813, se enteró de que Clay lo había despojado de sus asignaciones de comité. Como resultado, tuvo poca participación en los debates sobre política nacional y centró sus esfuerzos en asegurar a Charleston frente una a amenaza de invasión británica. En junio, presionó personalmente al secretario de Guerra, John Armstrong Jr., para que permitiera el despliegue de tropas a lo largo de la costa sur de los Estados Unidos.

#### Presidente de la Cámara de Representantes
El 14 de enero de 1814, el presidente James Madison nombró una comisión para negociar la paz con el Reino Unido, que incluía a Gallatin, John Quincy Adams y a Clay, quien estando fuera del país, se vio obligado a renunciar a la presidencia de la Cámara, lo que provocó una elección para sucederlo el . Cheves recibió 94 votos; Felix Grundy, 59; y doce personas votaron por otros candidatos. Cheves, por ende, fue elegido presidente y prestó juramento ese mismo día.

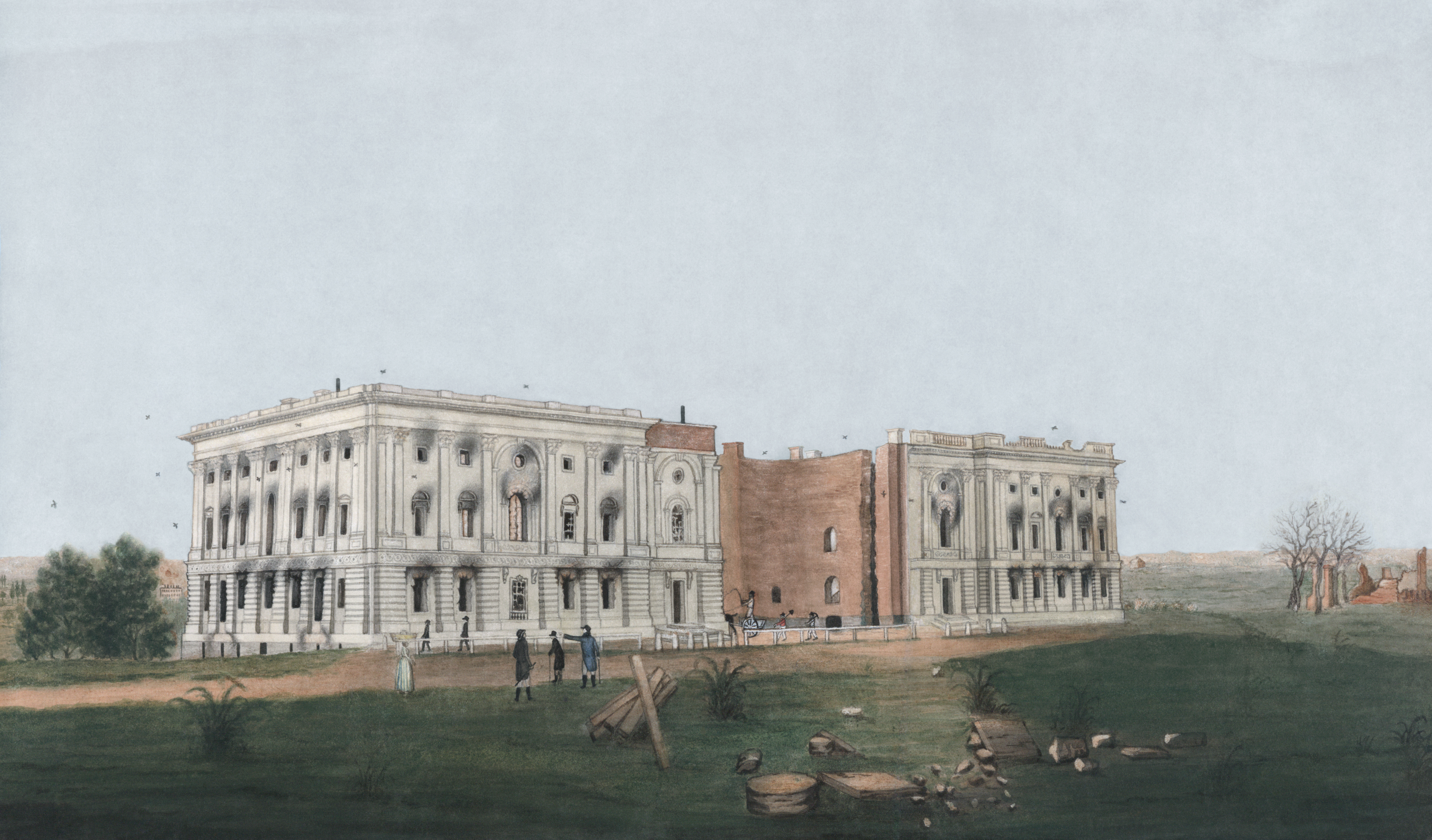
El Capitolio luego de la quema de Washington, obra de George Munger.

Como presidente, fue un congresista estricto: exigió a los miembros que limitaran sus comentarios a la moción en debate y no toleró los «ataques o insultos personales», que eran frecuentes durante la presidencia de Clay. Solo pronunció un discurso, «lamentando» las pérdidas en la guerra pero instando al gobierno a continuar procesándolas «energéticamente». En abril, con Napoleón al borde de una aparente derrota y el Reino Unido amenazando con dominar totalmente el comercio marítimo, vio con éxito la derogación del sistema americano de Clay y definió que no se presentaría a la reelección para un tercer mandato como representante. En septiembre, el Congreso regresó a Washington D. C. para convocar una sesión especial, luego de que los británicos incendiaran la ciudad. La noche posterior a la quema, un tornado destruyó gran parte de lo que quedaba, por lo que la Cámara trasladó su lugar de reunión a la Oficina General de Correos y Patentes.
Además de la destrucción física de la capital, el Congreso enfrentó una crisis presupuestaria: se necesitaban USD 74 000 000 para mantener la solvencia del gobierno. El secretario del Tesoro, George W. Campbell, renunció antes de ofrecer una solución, y los bancos de todo el país comenzaron a suspender sus pagos en efectivo. Madison le ofreció el cargo de secretario del Tesoro a Cheves, pero este rechazó el nombramiento. Madison nominó finalmente al estadista Alexander J. Dallas para el puesto.
Para persuadir a los bancos de suscribir préstamos del gobierno, Dallas sugirió la imposición de nuevos impuestos y la reactivación del banco nacional. Los demócratas-republicanos derrotaron los esfuerzos para reformar el Primer Banco de los Estados Unidos en 1811, pero estaban dispuestos a contemplar una nueva constitución dada la crisis de ese entonces. Dallas presentó un plan recomendando de USD 50 000 000 en capital bancario, USD 6 000 000 en especie y el resto en bonos gubernamentales. El gobierno suscribiría, entonces, USD 20 000 000. John C. Calhoun, con el apoyo de Cheves, contrapropuso un banco para servir a la comunidad financiera que prohibiría a los inversionistas comprar acciones usando pagarés del Tesoro emitidos durante la guerra. El , el plan de Dallas se presentó ante la Cámara de Representantes. Cheves emitió un voto decisivo en contra del proyecto de ley, y en cambio abogó por un banco independiente, como lo disponía Calhoun. El proyecto de ley fracasó con 80 votos a favor y 81 en contra, pero se aprobó más tarde el  como parte de una reconsideración. De todas formas, Madison vetó la propuesta.

### Presidente del Segundo Banco de los Estados Unidos

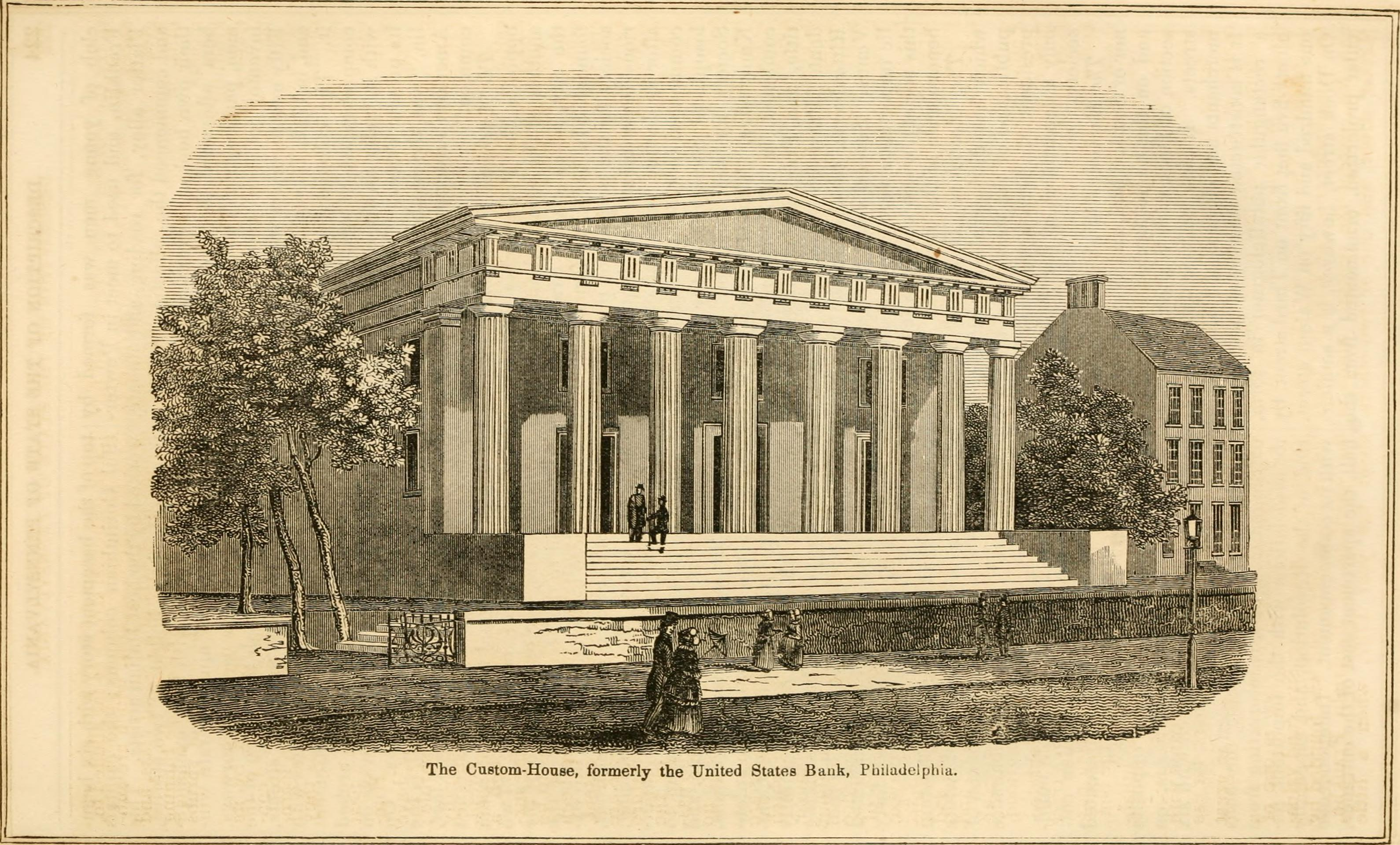
El Segundo Banco de los Estados Unidos en la década de 1840

Poco después de que Cheves dejara la Cámara en marzo de 1815, Madison y el 14.º Congreso arreglaron para reconstruir el Banco Nacional, fundando el Segundo Banco de los Estados Unidos, que continuó teniendo sede en Filadelfia y accionaba de igual manera que su predecesor. Junto a Dallas, Madison designó con éxito a William Jones como su primer presidente. Bajo el liderazgo de Jones, el banco se extendió de más a través de préstamos en sucursales y la decisión de aceptar pagarés, a menudo respaldados en sus propias acciones, de suscriptores en lugar de especies. Sin embargo, el Banco floreció igualmente que la economía en tiempos de posguerra.
El mandato de Jones llegó a su fin tras el pánico de 1819, el cual dejó al Banco al borde del colapso. El propio Cheves se refirió al organismo como «un barco sin timón ni velas, con escasez de provisiones y agua, en un mar tormentoso y lejos de tierra». El Banco había realizado una pausa en sus operaciones el 20 de julio de 1818 y exigía el pago en especie de los bancos estatales, lo que llevó a muchos a la bancarrota y provocó una ola de resentimiento.
En diciembre de 1818, le permitió a los accionistas de la sucursal de Charleston proponer su nombre para la presidencia del Banco, la cual se debatiría en la siguiente reunión de la junta. Cheves fue miembro fundador, pero inactivo, de esta, y se describió asimismo como «ignorante y sin aprensión por la situación del Banco». Cheves, más tarde, fue elegido para la junta directiva el 5 de enero de 1819, y se intentó derrocar sin éxito a Jones como presidente. Cheves aceptó el cargo con la esperanza de ser elevado en 1820, cuando Jones —que estaba enfermo— se jubilara. Sin embargo, Jones y la junta fueron acusados por un comité selecto de la Cámara de Representantes por «violaciones a los estatutos del Banco, mala gestión y especulación». Jones renunció el . Cheves, luego de considerar la posibilidad de ocupar el escaño de William Johnson en la Corte Suprema, aceptó la presidencia el 15 de febrero, jurando el cargo el 6 de marzo.

#### Renuncia
En 1821, determinó que se retiraría como presidente del Banco en enero de 1823. Dio a conocer esta decisión al secretario del Tesoro, William H. Crawford, en mayo de 1822 y a la junta de accionistas el 1 de octubre, iniciando una contienda para sucederlo. Crawford ofreció a Albert Gallatin como candidato, pero recibió poco apoyo. Por su parte, el empresario Roswell L. Colt presentó a su sobrino Nicholas Biddle, «quien no tenía el visto bueno de Cheves», puesto que se oponía a muchas de sus políticas. Cheves finalmente se decidió por William M. Meredith, aunque al no estar muy seguro le pidió a John White —un candidato proveniente de la sede del Banco en Baltimore— que aceptara un puesto como cajero, lo que lo convertiría en el presidente de facto del Banco. White rechazó la idea. Biddle comenzó a hacer campaña e hizo hincapié en los respaldos que tenía de John Quincy Adams, John C. Calhoun, Stephen Girard y de accionistas de Filadelfia. En noviembre, Cheves lo apoyó públicamente. La junta que se estableció para la elección seleccionó a Biddle como presidente, al recibir 14 votos.

## Últimos años
Durante la crisis de anulación, instó a la reducción de aranceles, al igual que la mayoría de los plantadores de Carolina del Sur. Sin embargo, en contraste con muchos de sus aliados, elogió la unión regional en oposición a la «metafísica de la anulación» como un problema claramente de Carolina del Sur. También insistió en la formación de una convención de los estados sureños para presentar un «frente unificado» y presionar al Congreso para reducir los aranceles.

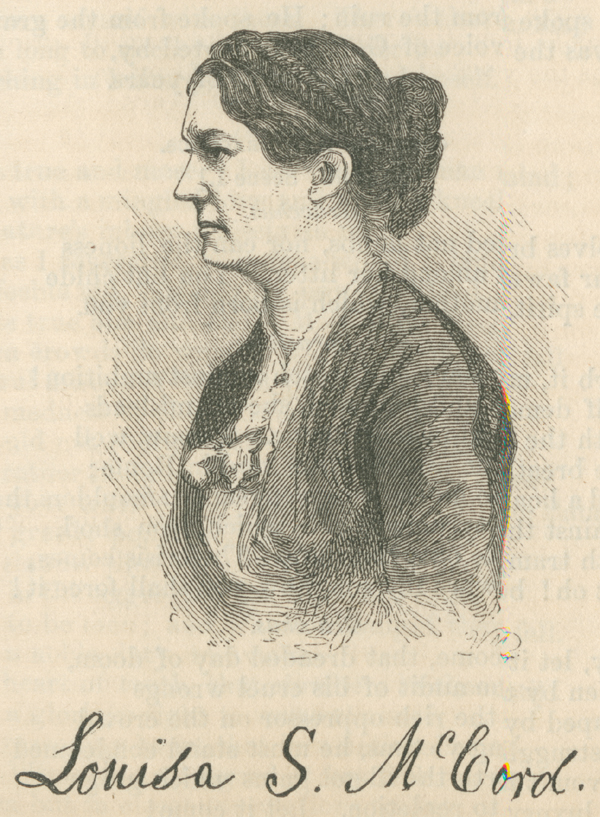
La hija de Cheves, Lousia.

Una plantación de Cheves, llamada «Delta», hacía uso de mano de obra esclava. Cuando su hija de casó a fines de 1830, le regaló 41 esclavos y tres sirvientes domésticos. El número total de esclavos retenidos en la plantación a lo largo de su existencia fue alrededor de 200. Cheves empleó «latigazos» como método de castigo, pero se negó a usar aquellos que «[pondrían] en peligro la vida y la salud [de los esclavos]». En 1835, heredó una segunda plantación centrada en la producción de algodón, a la que llamó «Lang Syne», junto a 94 esclavos adicionales. Una tercera plantación, Southfield, se estableció para su hijo menor, Hayne, en 1845.
En marzo de 1850, fue seleccionado por el gobernador de Carolina del Sur, Whitemarsh Benjamin Seabrook, para cubrir una vacante en el Senado de los Estados Unidos producida por el fallecimiento del demócrata John C. Calhoun. Sin embargo, Cheves rechazó el puesto. En junio, se desempeñó como delegado a la Convención de Nashville, la cual adoptó resoluciones denunciando el Compromiso de 1850. Durante la segunda sesión del evento, abogó por definir que «la secesión […] de los estados esclavistas [era] el único medio eficaz para [evitar] los [“males” que soportaban y los “enormes males” que los amenazaban en un futuro]». También trabajó para que Carolina del Sur se separase de la Unión en conjunto con los demás estados del sur, y no por sí sola.
Después de la muerte de su yerno, David McCord, y su propio hijo, Charles, en 1855, Cheves sufrió un derrame cerebral que lo dejó parcialmente paralizado. Se mudó a Columbia, Carolina del Sur, con su hija Louisa, y vivió allí hasta su muerte el 26 de junio de 1857. Fue velado en el Ayuntamiento de Charleston y, según el historiador Archie Vernon Huff en Langdon Cheves de Carolina del Sur (1977), fue enterrado en la Iglesia Presbiteriana Escocesa. Sin embargo, el Directorio biográfico del Congreso de los Estados Unidos recoge que fue enterrado en el Cementerio de Magnolia, Charleston.

## Vida personal

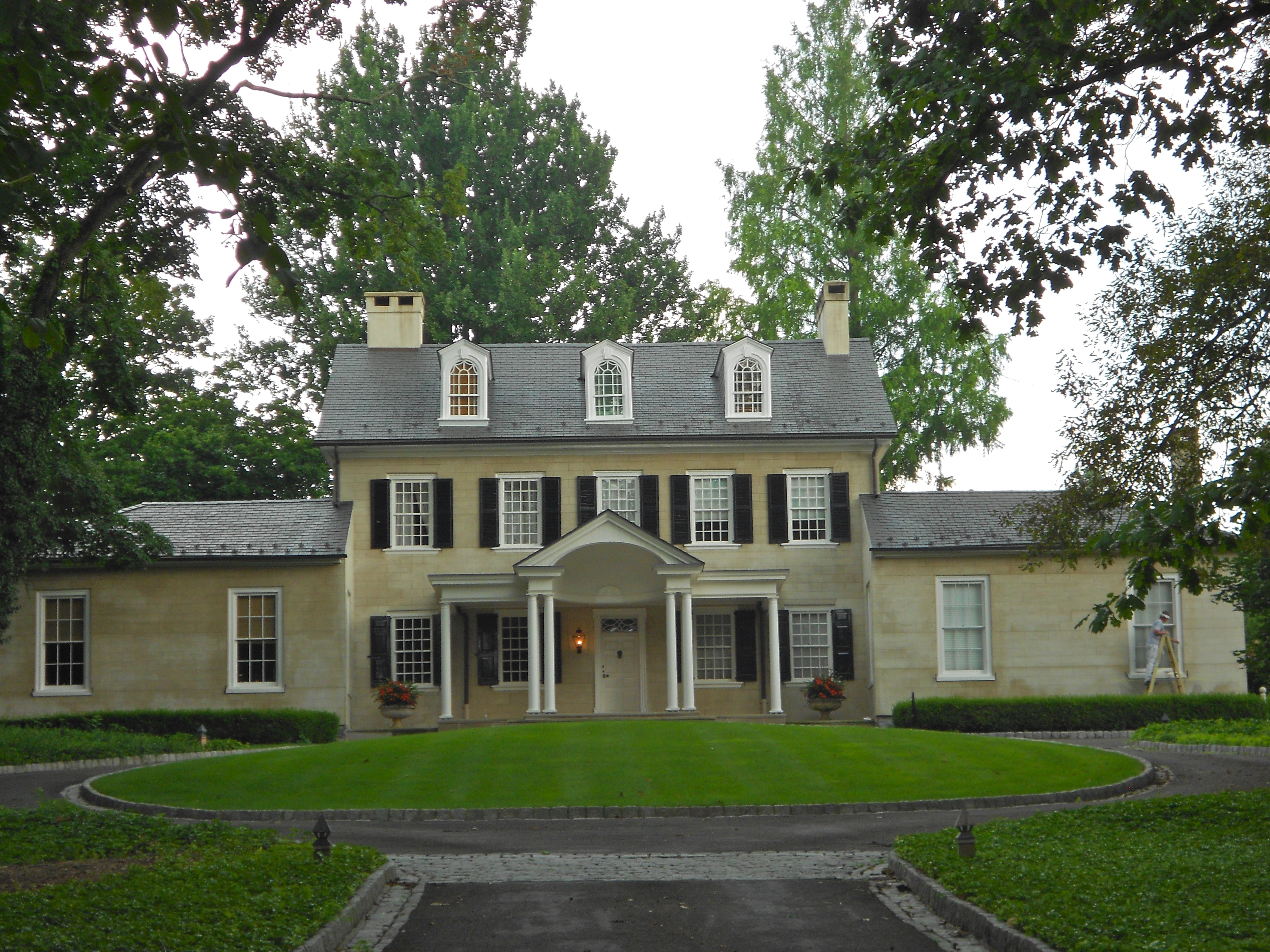
Cheves residió en la casa histórica de Abbeville entre 1826 y 1830

Conoció a su esposa, Mary Elizabeth Dulles, en un viaje desde Montreal. Dulles era nativa de Charleston, y en ese momento tenía residencia en Filadelfia, donde convivía con la cuñada de un socio legal de Cheves. Planearon casarse en diciembre de 1805, pero atrasaron la ceremonia hasta el 6 de mayo de 1806. La pareja tuvo catorce hijos, incluida la ensayista a favor de la esclavitud Louisa McCord. Su hijo mayor, Joseph, asistió a la Universidad Yale antes de transferirse a Harvard, donde fue miembro del Club Porcellian. Joseph se graduó en 1826 y estudió derecho en la ciudad de Nueva York. Otro hijo, Alexander, asistió a la Academia Militar de los Estados Unidos, antes de estudiar y ejercer la abogacía.
En 1814, fue elegido como miembro de la Sociedad Estadounidense de Anticuarios. En 1821, fue elegido como miembro de la Sociedad Filosófica Estadounidense y la Asociación de Bibliotecas Mercantiles de Filadelfia.
Como muchas personas de la clase alta de la época, Cheves estaba interesado en la ciencia. El médico y geólogo Joseph Le Conte, en su autobiografía, escribió que Cheves había articulado una teoría de la evolución casi idéntica a la de Charles Darwin, mucho antes de que este publicara El origen de las especies. Sin embargo, Cheves nunca publicó sus ideas.